# L&M

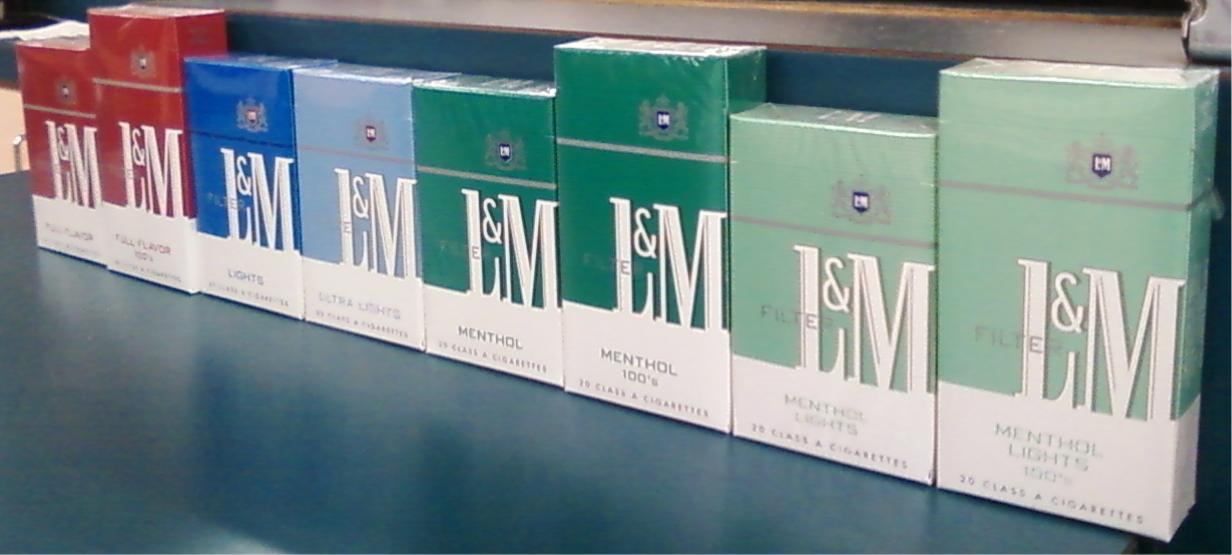
Пачки сигарет «L&M» в ассортименте

«L&M» — торговая марка сигарет, производимых компанией Philip Morris International (быв. Altria Group). Название «L&M» — это аббревиатура из первых букв фамилий двух компаньонов, Джона Эдмонда Лиггетта и Смита Майерса, основателей табачной компании «Liggett & Myers» («Лиггетт и Майерс»). Сигареты «L&M» появились на рынке США в конце 1953 года как первые сигареты с фильтром компании «Лиггетт Групп».
Сигареты «L&M» были запущены с белым фильтром, что сразу же стало их отличительной особенностью.